# 조경호 (바둑 기사)
조경호(趙鏡鎬, 1989년 11월 7일 ~ )는 대한민국의 바둑 기사이다.

## 약력
광주 출신이다. 초등학교 1학년 때 할아버지의 권유로 처음 바둑을 시작하여 동네 바둑교실에서 바둑을 배웠고 초등학교 6학년 때 연구생으로 본격적인 바둑 공부를 했다. 2006년 제11회 삼성화재배 아마예선으로 통합 예선에 출전하고 제7회 지역연구생 입단대회를 통해 입단하였다. 2008년 제12회 SK가스배 신예프로10걸전 본선에 진출하였고 2009년 2단을 거쳐 2010년 3단으로 승단하였다. 이후 2013년 4단, 2015년에 5단으로 승단하였다.